# Leonardo Piepoli
Leonardo Piepoli (La Chaux-de-Fonds, 29 settembre 1971) è un ex ciclista su strada italiano, professionista dal 1995 al 2008.
Scalatore puro, era soprannominato "il Trullo Volante".

## Carriera

### I primi anni
Figlio di alberobellesi emigrati in Svizzera, dal 1991 al 1994 fu attivo come dilettante, per tre anni con il V.C. Casano di Ortonovo e nel 1994 con la Caneva Record Cucine di Caneva, vincendo il Giro d'Italia dilettanti. Nel 1995 al 2008 fu ciclista professionista. Vinse numerose corse in Spagna, sempre con arrivo in salita, come la cronoscalata Subida a Urkiola e tappe alla Vuelta a España. Nonostante l'abilità in salita non riuscì tuttavia mai a lottare per le classifiche dei grandi giri (Giro, Tour e Vuelta) in quanto a cronometro risultava più lento rispetto a ciclisti più completi.
Nel 2006 si impose in due tappe del Giro d'Italia, la 13ª, da Alessandria a La Thuile, e la 17ª, da Termeno a Plan de Corones; l'anno dopo vinse la frazione di Nostra Signora della Guardia al Giro d'Italia e la frazione con arrivo a Cerler alla Vuelta a España. Pochi giorni dopo però dovette abbandonare la corsa perché la moglie, in seguito al parto del primogenito Yanis all'ospedale di Montecarlo, era stata ricoverata d'urgenza nel reparto di rianimazione a causa di due emorragie interne.
Nel 2007 si presentò al Giro d'Italia in forma, centrando la 10ª tappa, per poi classificarsi secondo nella 17ª con arrivo sul monte Zoncolan preceduto dal compagno di squadra Gilberto Simoni.

### Il doping e la squalifica
Al Giro d'Italia 2008, atteso come uno dei maggiori favoriti per le tappe di montagna e come spalla ideale del giovane Riccardo Riccò, è vittima di cadute in più giornate, ed è costretto al ritiro. Si rifà in luglio al Tour de France, riuscendo a vincere la tappa, la prima per lui alla Grande Boucle, con arrivo ad Hautacam. In seguito alla positività al CERA del compagno Riccò deve però abbandonare la corsa a tappe francese insieme a tutta la squadra, la Saunier Duval-Scott.
Il 18 luglio il General Manager della Saunier-Duval, Mauro Gianetti attraverso un comunicato stampa licenzia Piepoli e il suo compagno di squadra e di stanza Riccò, per aver violato il codice etico della squadra. Successivamente Piepoli rivelerà al procuratore Torri che il suo licenziamento è stato dovuto al fatto che non ha vigilato su Riccò. Piepoli ha affermato di voler intentare una causa legale per licenziamento senza giusta causa contro la sua ormai ex squadra in seguito a questa vicenda.
Il 31 luglio viene interrogato dal Procuratore Ettore Torri della Procura Antidoping del CONI. Piepoli alla fine dell'udienza dice di esser stato sentito solo in qualità di testimone. Il Procuratore conferma questa versione e aggiunge che lo scalatore non ha detto nulla di nuovo rispetto a quel che si sapeva e che ha negato tutto quello che gli veniva contestato: le indiscrezioni sulla sua positività al Tour e la presunta confessione che secondo El Pais Piepoli avrebbe fatto al suo capo Maxime Fernandez (confessione riportata dal giornale senza aver citato alcuna fonte e mai confermata nemmeno da Fernandez).
Ma arrivano nuovi sviluppi sulla vicenda a seguito di analisi più approfondite fatte dall'agenzia antidoping francese. L'agenzia sostiene di aver trovato un nuovo metodo per scovare il CERA, precedentemente non disponibile. Lo scalatore, in data 6 ottobre, viene dichiarato positivo al CERA a seguito del rifacimento di test antidoping più approfonditi: positività riscontrata nelle due tappe del Tour de France 2008 del 4 luglio (giorno prima della partenza) e del 15 luglio (giorno di riposo). Di conseguenza viene scoperto che lo scalatore mentì sul suo conto davanti al procuratore Ettore Torri in data 31 luglio. Il procuratore lo ha convocato nuovamente in data 22 ottobre, Piepoli non si è presentato e ha fatto sapere tramite il suo avvocato di aver richiesto le controanalisi. Il 25 gennaio 2009 il Tribunale Nazionale Antidoping ha comminato al ciclista una squalifica di due anni con effetto immediato, ponendo fine alla sua carriera, alla luce dei suoi 38 anni.

## Palmarès
- 1992 (dilettanti)

Trofeo Pigoni e Miele
- 1993 (dilettanti)

Trofeo Pigoni e Miele
Memorial Gaetano Scirea
- 1994 (dilettanti)

Schio-Ossario del Pasubio
Classifica generale Giro d'Italia dilettanti
Bassano-Monte Grappa
Firenze-San Patrignano
- 1995

Subida a Urkiola
2ª prova Trofeo dello Scalatore (Pian Muné)
3ª prova Trofeo dello Scalatore (Montoso)
- 1996

4ª tappa Settimana Ciclistica Bergamasca (Zogno)
4ª tappa Giro del Trentino (Lienz)
- 1998

4ª tappa Vuelta a Burgos (Lagunas de Neila)
prova Trofeo dello Scalatore (Verbania-Macugnaga)
- 1999

2ª tappa Vuelta a Castilla y León (Alto del Redonal)
Classifica generale Vuelta a Castilla y León
Subida a Urkiola
4ª tappa Vuelta a Burgos (Lagunas de Neila)
- 2000

2ª tappa Vuelta a Aragón
Classifica generale Vuelta a Aragón
3ª tappa Vuelta a Burgos
Classifica generale Vuelta a Burgos
1ª tappa Critérium International
- 2002

4ª tappa Vuelta a Asturias (Sanctuaire d'Acebo)
Classifica generale Vuelta a Asturias
1ª tappa Vuelta a Aragón (Cerler)
Classifica generale Vuelta a Aragón
- 2003

Subida a Urkiola
Subida al Naranco
1ª tappa Vuelta a Aragón (Cerler)
Classifica generale Vuelta a Aragón
- 2004

9ª tappa Vuelta a España (Alto de Aitana)
Subida a Urkiola
- 2005

4ª tappa Volta Ciclista a Catalunya (Perafort > Estació d'esquí de Pal-Arinsal)
- 2006

13ª tappa Giro d'Italia (La Thuile)
17ª tappa Giro d'Italia (Passo Furcia)
- 2007

10ª tappa Giro d'Italia (Santuario Nostra Signora della Guardia)
9ª tappa Vuelta a España (Cerler)
- 2008

10ª tappa Tour de France (Hautacam)

### Altri successi
- 2000

Classifica scalatori Vuelta a Burgos
- 2007

Classifica scalatori Giro d'Italia
Premio della Combattività Giro d'Italia

## Piazzamenti

### Grandi Giri
- Giro d'Italia

1995: ritirato (14ª tappa)
1996: 38º
1997: ritirato (21ª tappa)
1998: 16º
1999: ritirato (13ª tappa)
2000: 10º
2001: non partito (6ª tappa)
2006: 11º
2007: 14º
2008: ritirato (15ª tappa)
- Tour de France

1996: 17º
1998: 14º
2000: non partito (18ª tappa)
2001: 44º
2005: 23º
2008: non partito (12ª tappa)
- Vuelta a España

1997: 26º
1999: 8º
2003: 23º
2004: 27º
2005: 35º
2006: 13º
2007: non partito (12ª tappa)

### Competizioni mondiali
- Campionati del mondo

Duitama 1995 - In linea Elite: ritirato